# Tömegszám
A tömegszám (A) az atommagban található protonok és neutronok száma együttesen, azaz a nukleonok száma. A tömegszám egy kémiai elem minden izotópja esetén más és más, szokás szerint az elem neve után, vagy az elem vegyjelének bal felső sarkában tüntetjük fel. Például a szén-12 (12C) atommagja 6 protont (ettől szén) és 6 neutront tartalmaz. Az izotóp teljes jele tartalmazza a rendszámot (Z) is a bal alsó sarokban: {\displaystyle {}_{6}^{12}\mathrm {C} }, megjegyezzük azonban, hogy ennek megadása felesleges, mivel az elem vegyjele egyértelműen meghatározza a rendszámot, ezért ritkán használják.
A tömegszám és a rendszám különbsége adja az adott mag neutronjainak számát (N): N=A−Z.
Példa: A szén-14 – a szén nem stabil izotópja, amelyet radioaktív kormeghatározásra használnak például a régészetben – a földi légkör felső rétegében keletkezik kozmikus sugárzás hatására nitrogén-14-ből úgy, hogy egy proton neutronná alakul. Ekkor a rendszáma (a protonok száma) eggyel csökken (Z: 7→6), a neutronok száma növekszik (N: 7→8), így a tömegszám változatlan marad (A = 14).